# Saint-Amand-Montrond
Saint-Amand-Montrond település Franciaországban, Cher megyében. Lakosainak száma 9690 fő (2022. január 1.). Saint-Amand-Montrond Arpheuilles, Bouzais, Bruère-Allichamps, La Celle, Colombiers, Drevant, Meillant, Orval, Saint-Georges-de-Poisieux és Saint-Pierre-les-Étieux községekkel határos.

## Népesség
A település népessége az elmúlt években az alábbi módon változott:
| Lakosok száma | 11 495 | 12 451 | 11 937 | 11 642 | 10 238 | 9919 | 9437 | 9488 | 9490 | 9690 |
|               | 1968   | 1982   | 1990   | 2006   | 2013   | 2015 | 2017 | 2019 | 2020 | 2022 |